# Ichneumon quadripunctatus
Ichneumon quadripunctatus là một loài tò vò trong họ Ichneumonidae.